# Hitachi-VTM
Das Hitachi-VTM war ein belgisches Radsportteam, das von 1978 bis 1989 bestand.
Das Team gewann die Mannschaftswertung der Vuelta a España 1980. Von 1982 an war Claude Criquielion Mitglied des Teams, welcher für einige der größten Erfolge wie z. B. die Siege bei den Klassikern Flèche Wallonne, der Clásica San Sebastián und bei der Flandern-Rundfahrt verantwortlich war.

## Erfolge (Auswahl)
1979
- zwei Etappen Vuelta a España
- Grote Prijs Marcel Kint
- Circuit du Tournaisis
- Grand Prix de Momignies

1980
- Flandern-Rundfahrt
- zwei Etappen Tour de France
- sieben Etappen und  Punktewertung Vuelta a España
- Brabantse Pijl
- Gesamtwertung und eine Etappe Drei Tage von De Panne
- Grand Prix d’Isbergues
- Omloop Mandel-Leie-Schelde Meulebeke
- Leeuwse Pijl

1981
- zwei Etappen Tour de France
- zwei Etappen Drei Tage von De Panne
- zwei Etappen Belgien-Rundfahrt
- Grand Prix de Wallonie
- zwei Etappen Luxemburg-Rundfahrt
- Omloop van West-Brabant

1982
- fünf Etappen Vuelta a España
- Brabantse Pijl
- eine Etappe Drei Tage von De Panne

1983
- eine Etappe Paris-Nizza
- E3 Harelbeke
- Brabantse Pijl
- Clásica San Sebastián

1984
- eine Etappe Kolumbien-Rundfahrt
- GP Eddy Merckx
- Gesamtwertung und eine Etappe Escalada a Montjuïc

1985
- Flèche Wallonne
- drei Etappen 4 Jours de Dunkerque
- eine Etappe Tour de Suisse
- drei Etappen Tour de France
- Putte-Kapellen
- eine Etappe Escalada a Montjuïc

1986
- Rund um den Henninger-Turm
- Gesamtwertung und zwei Etappen 4 Jours de Dunkerque
- Gesamtwertung Tour de Romandie
- Gesamtwertung und zwei Etappen Grand Prix Midi Libre
- eine Etappe Tour de France
- eine Etappe Grand Prix Guillaume Tell

1987
- Memorial José Samyn
- Flandern-Rundfahrt

1988
- eine Etappe Tour Méditerranéen
- eine Etappe Circuit Cycliste Sarthe
- GP de Wallonie
- eine Etappe Euskal Bizikleta
- GP de Fourmies

1989
- Dwars door Vlaanderen
- Flèche Wallonne

## Grand-Tours-Platzierungen
| Grand Tour            | 1978 | 1979 | 1980 | 1981 | 1982 | 1983 | 1984 | 1985 | 1986 | 1987 | 1988 | 1989 |
| --------------------- | ---- | ---- | ---- | ---- | ---- | ---- | ---- | ---- | ---- | ---- | ---- | ---- |
| Vuelta a EspañaVuelta | 43   | 3    | 3    | –    | –    | –    | –    | –    | –    | –    | –    | –    |
| Giro d’ItaliaGiro     | –    | –    | –    | –    | –    | –    | –    | –    | –    | –    | –    | 7    |
| Tour de FranceTour    | –    | 38   | 4    | 7    | 54   | 18   | 9    | 18   | 43   | 11   | 14   | 36   |

## Bekannte ehemalige Fahrer
| - Sean Kelly (1979–1981) - Michel Pollentier (1979–1980) - Etienne De Wilde (1980) - Claude Criquielion (1980–1989) - Eddy Planckaert (1981–1983) | - Jean-Marie Wampers (1983–1987) - Dietrich Thurau (1985) - Rudy Matthijs (1984–1987) - Roger De Vlaeminck (1987) |